# Daniel Anderson

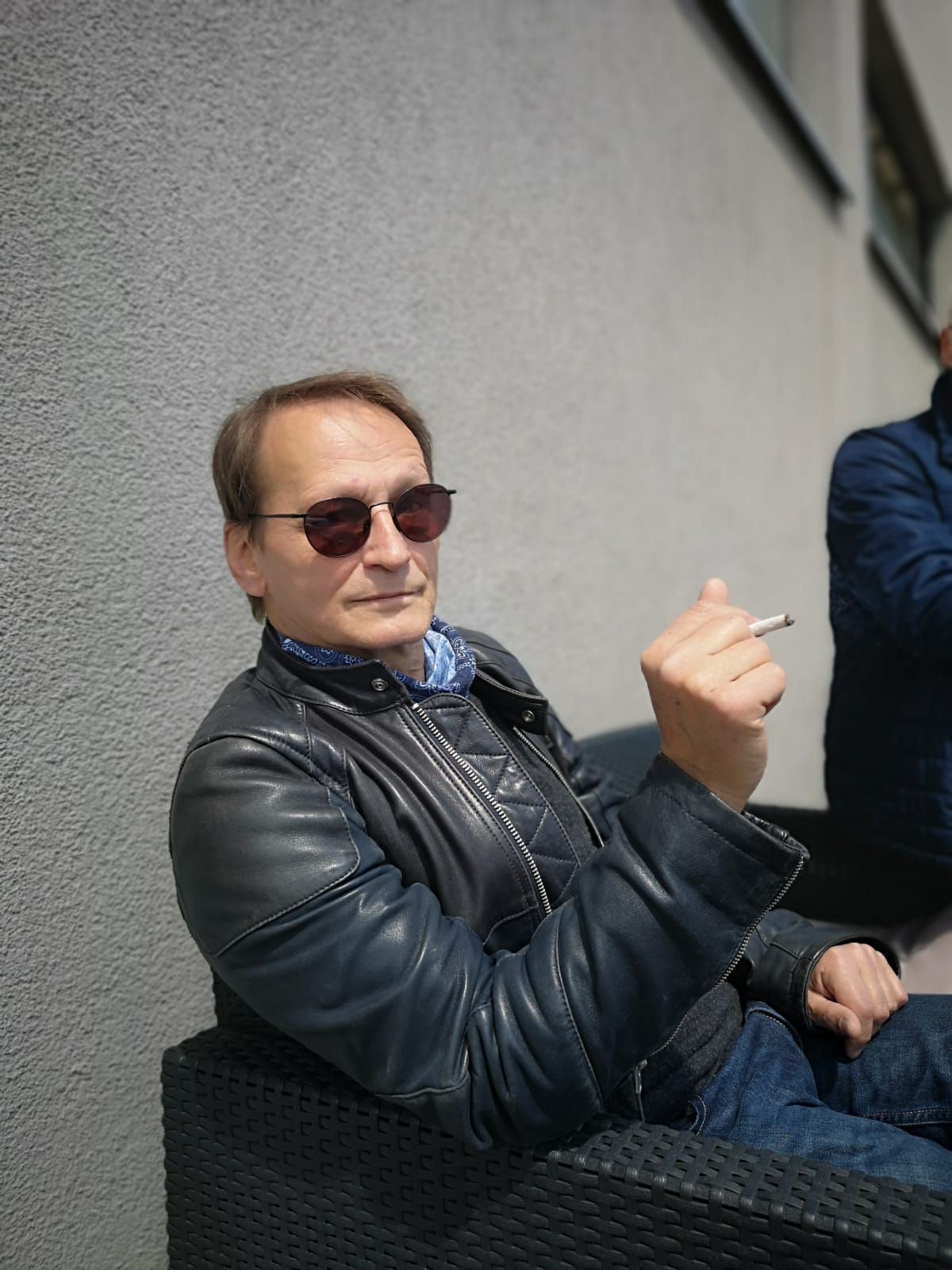
Regisseur Daniel Anderson

Daniel Anderson ist ein deutscher Film-, Theater- und Fernsehregisseur sowie Drehbuchautor.
Er entwickelt fiktionale Fernsehformate und ist Autor von Kurzgeschichten, Lyrik, längerer Prosa und Stücken. Als Gründer der Theaterbrigade Berlin realisiert er in unregelmäßiger Folge freie Theaterproduktionen und Lesungen seiner eigenen Stücke und Texte.

## Leben
Daniel Anderson studierte an der Hochschule für Film und Fernsehen Konrad Wolf in Babelsberg Regie. Nach Diplomabschluss ging er an das Theater der Bergarbeiter Senftenberg. Er erhielt einen Vertrag als Oberspielleiter und Autor. An diesem Haus hatten mehrere Stücke von Daniel Anderson ihre Uraufführung.
Seit 1989 ist Anderson freier Autor und Regisseur. Er arbeitete in Israel, USA, Tschechien, Polen und Neuseeland. Seit 2000 widmet er sich vornehmlich der Serienarbeit im Fernsehen. Für die Serie Gute Zeiten, schlechte Zeiten war er auch als Produzent tätig. Neben seiner professionellen Regiearbeit dreht er experimentelle Kurzfilme.
Anderson ist auch als Synchronbuchautor und als Synchronregisseur tätig. Unter anderem zeichnet er für Buch und Regie bei den Serien Santa Clarita Diet, Six, NTSF:SD:SUV:: verantwortlich, sowie bei diversen Spielfilmproduktionen.
Für die israelische Serie When Heroes Fly (Originaltitel: בשבילה גיבורים עפים) schrieb Anderson die deutschen Dialogbücher der ersten 10 Folgen und führte im Synchronatelier Regie. Teilweise entwarf er die Synchronbücher der Serie Hell on Wheels, deren Synchronregie Karin Lehmann übernahm. 
Für die deutsche Synchronisation der zweiten und dritten Staffel der Serie American Gods schrieb Anderson die Dialogbücher und führte im Synchronatelier Regie.
Im SPIEGELBERG VERLAG erschien 2019 sein Roman "Tiefrot" und der Lyrikband "Liebe aus Zigarettenpapier". Er ist Autor des Hosentaschenverlages, Hannover, in dem seine Kurzgeschichte "PanDORaS BuCHSe" publiziert wurde.
Daniel Anderson ist Gründer der THEATERBRIGADE BERLIN, einem freien Ensemble, mit dem er regelmäßig freie Theaterproduktionen seiner Stücke und Lesungen seiner Texte realisiert.
Daniel Anderson ist Inhaber der scripts&stories gbr und gibt hier Nachwuchsregisseuren die Möglichkeit zu Volontariaten und Praktika.

## Regiearbeiten (Auswahl)
- Glory & Fame
- Herzflimmern – Die Klinik am See
- Marienhof
- Lena – Liebe meines Lebens
- Unter uns
- Verbotene Liebe
- Die Wache (19 Folgen, 1996–2001)
- Die Anrheiner (30 Folgen, 2000–2005)
- 2000: Geisterjäger John Sinclair (Fernsehserie, 4 Folgen)
- 2003–2005: Die Fallers – Die SWR Schwarzwaldserie (Fernsehserie, 17 Folgen)
- SOKO Stuttgart (2015)
- In aller Freundschaft – Die jungen Ärzte (2017/18)
- In aller Freundschaft – Die Krankenschwestern (2019)
- In aller Freundschaft (2019/2020)

## Stücke
- Die Zahnpasta der Verzweiflung lässt sich nicht mehr in die Tube der Beschwichtigung zurückdrücken
- Nachtschicht
- Brücken und Gitter
- Von Tieren und anderen Menschen
- Eine Mädchenkapelle in menschenverachtenden Perücken spielt bei IKEA die Marsellaise
- Atem und Schmerz der Krieger